# Фудбалска репрезентација Бразила
Фудбалска репрезентација Бразила (порт. Seleção Brasileira de Futebol) национални је фудбалски тим који представља Бразил у међународним такмичењима; под контролом је фудбалског савеза Бразила (CBF), владајућег тијела за фудбал у Бразилу. Члан је ФИФА од 1923, док је члан Конмебол-а од 1916. године.
Бразил је најуспјешнија репрезентација на Светском првенству, главном међународном фудбалском такмичењу, које су освојили пет пута: 1958, 1962, 1970, 1994 и 2002. године.
Бразил је једина репрезентација која је учествовала на сваком Светском првенству, без изузетака, као и без учешћа у било каквом плеј офу, тј баражу. Бразил је најуспешнија репрезентација на Купу конфедерација, са четири титуле: 1997, 2005, 2009. и 2013. године.
У Ело рангирању, покренутом 1962. Бразил је на првом месту са најбољим просечним ранкингом и на трећем месту са највећим ранкигом икада, иза Мађарског златног тима и Немачког тима из 2014. Многи коментатори, фудбалски експерти и бивши фудбалери сматрају бразилски тим из 1970. године најбољим фудбалским тимом икада, док се и остали бразилски тимови налазе при врху листе најбољих икада, као на пример бразилски тим из периода 1958—1962, са почасним помињањем тима из 1982.
Бразил је једина репрезентација која је Светско првенство освојила на четири различита континента: једном у Европи (1958), једном у Јужној Америци (1962), двапут у Северној Америци (у Мексику 1970 и у САД 1994 и једном у Азији (2002. Заједно са Немачком, Аргентином и Француском, Бразил је једина репрезентација која је освојила сва три међународна такмичења под ФИФА организацијом: Светско првенство, Куп конфедерација и Олимпијске игре; све четири репрезентације су такође освојиле своја континентална првенства. Такође, са репрезентацијом Шпаније дели рекорд од 35. утакмица без пораза заредом. Честа је изрека везана за фудбал: „Енглези су га измислили, Бразилци су га усавршили“

## Историја
Своју прву међународну фудбалску утакмицу репрезентација Бразила одиграла је у Буенос Ајресу, 20. септембра 1914.године и поражена је од Аргентине са 3:0. На овом мечу приметно је било неслагање између играча који су долазили из два најпопуларнија клуба: Рио де Жанеира и Сао Паола. Наиме, на утакмици одиграној исте године између играча из ова два тима и Енглеског тима Екстера, постало је јасно да играчи из ова два тима не могу да играју скупа за репрезентацију.
Своје прво међународно такмичење Бразил је имао на премијерном издању Првенства Јужне Америке у фудбалу 1916. године. У конкуренцији само четири селекције, Бразил је заузео треће место и освојио прву фудбалску медаљу у својој историји одигравши нерешено са Чилеом и Аргентином 1:1, а у задњем мечу за прво место, „Селесао” је поражен од Уругваја са 2:1.
На наредном Првенству Јужне Америке 1917. године Бразил је поново дошао до трећег места, али овога пута уз два пораза (од Уругваја 4:0 и Аргентине 4:2) и једну победу (Чиле 5:0).
Домаћин трећег издања Првенства Јужне Америке 1919. године био је, управо, Бразил. На домаћем терену Бразил је дошао до прве титуле првака Јужне Америке у фудбалу победама над Аргентином 3:1, Чилеом 6:0, док је први сусрет финала са Уругвајем завршен без победника 2:2, а у поновљеном сусрету Бразил је у продужетку дошао до гола и победе од 1:0.
Три године касније Рио де Жанеиро поново је окупио најбоље репрезентације Јужне Америке. Турнир је проширен на пет селекција, а Бразил је до друге титуле континенталног првака дошао после три везана нерешена резултата (Чиле и Парагвај 1:1, односно Уругвај 0:0) те након победе против Аргентине од 2:0. Због истог броја бодова Бразил је играо финале против Парагваја и овога пута убедљиво славио са 3:0. Главни играч овог турнира био је Артур Фриденрејх, који је, уједно, постао први Бразилац који је постигао двоцифрен број голова за репрезентацију.
У наредним годинама наставила се доминација домаћих селекција на Првенствима Јужне Америке, пре свих Уругваја и Аргентине, па је Бразил такмичења 1926, 1927. и 1929. године намерно прескочио.

## Светско првенство 1930. године
Иако је пет година био без међународних утакмица (прескочена Првенства Јужне Америке, а самим тим и Олимпијски фудбалски турнир) Бразил је ипак добио позивницу за прво Светско првенство у фудбалу 1930.године у Монтевидеу. Репрезентација је била састављена од најбољих играча из Рио де Жанеира и важила је за једног од главних фаворита. Свој први меч на Светским првенствима Бразил је одиграо 14. јула 1930. године против репрезентације Југославије. Југославија је изненадила Бразилце и нанела им први пораз од 2:1. У наредном сусрету Бразил је са 4:0 савладао Боливију, али како је и Југославија победила Боливију, Бразил је такмичење на премијерном Светском првенству завршио већ након прве рунде.

### Период 1934—1950. година
На наредном Светском првенству репрезентација Бразила није имала запажен резултат. На Светском првенству 1934. у Италији већ у првом колу (играло се по куп систему) елиминисани су од Шпаније са 3:1. На првенству 1938. године већ у првом колу виђен је сензационалан меч против Пољске који је завршен победом од 6:5. У другом колу, четвртфиналу, први меч са Чехословачком завршен је нерешено 1:1, а у поновљеном Бразил је тријумфовао са 2:1 и пласирао се у полуфинале. У полуфиналу, Бразил је поражен од Италије са 2:1 што је био и први сусрет ових ривала у историји. У мечу за бронзану медаљу Бразил је са 4:2 савладао Шведску и то после преокрета (Шведска је водила до 44. минута са 2:0) и тако дошао до прве медаље са Светских шампионата.
На континентални шампионат „Селесао” се враћа тек 1937. године и заузима друго место иза Аргентине. Исти резултат понављају и на првенству 1945. године када је по њих, поново, кобан био пораз од Аргентине од 3:1. Своју прву убедљиву победу Бразил је остварио на овом шампионату декласиравши Еквадор са 9:2. Трећи пут је узастопно Аргентина савладала Бразил у финалу првенства 1946. године. Након прескочен шампионата 1947, Бразил је заиграо, као домаћин, Јужноамеричко првенство 1949. године и на најдоминантнији начин дошао до треће титуле првака континента у фудбалу. Еквадор је побеђен са 9:1, Боливија још убедљивије 10:1, Перу са 7:1, Колумбија са „пристојних” 5:0, Уругвај са 5:1, а у финалу декласиран је Парагвај са 7:0. На овом првенству Бразил је направио најбољу гол разлику у историји Првенства Јужне Америке.

## Златна ера Пелеовог Бразила
После титуле првака Јужне Америке, репрезентација Бразила окренула се Светском првенству, годину дана касније, чији су били домаћини. Бразил је првенство почео победом против Мексика 4:0. У наредном сусрету, против Швајцарске освојен је само бод, пошто је Швајцарска дошла до гола у 89. минуту за коначних 2:2..Сусрет трећег кола директно је одлучивао која ће репрезентација отићи у полуфиналну групу, баш као и 1930. године: Југославија или Бразил? Пред 100 хиљада људи, Бразил је повео већ у 4. минуту преко Адемира, док је Зизињо поставио коначних 2:0. У првом мечу полуфиналне групе, Бразил је декласирао Шведску са 7:1, а прво финале Светског првенства изборено је победом над Шпанијом од 6:1. У рекордном финалу, које је пратило 199.854 гледалаца, одиграном на стадиону „Маракана”, догодило се изненађење. Уругвај је савладао Бразил са 2:1 и тако дошао до друге титуле првака света, а милионе Бразилаца бацио у очај.
Наредни Мундијал одржан је 1954. године у Швајцарској, а „Селесао” је, поново, био жребан у групу са селекцијама Мексика и Југославије, а као четврта у овој групи била је Француска. У првом мечу декласиран је Мексико са 5:0, а у другом, против Југославије победника није било (1:1), а то је био резултат који је и Југославију и Бразил водио у четвртфинале пошто је на овом шампионату ФИФА донела одлуку да се меч трећег кола не игра. Ипак, вицешампиони из 1950. заустављени су у четвртфиналу од Мађарске „Лаке коњице” са 4:2.
Четири године Бразил је градио тим који ће, коначно, покорити свет и успели су у томе на шампионату 1958. године у Шведској. Групна фаза завршена је победама над Аустријом 3:0 и Совјетским Савезом од 2:0. Дуго ишчекивани сусрет са Енглеском, најављиван и као „Судар фудбалских светова”, није донео победника (0:0). Најважнији меч првенства, четвртфинале, Бразил је овога пута решио у своју користи минималном победом над Велсом од 1:0. Најмлађи актер Светских првенстава свих времена, Пеле, голом у 66. минуту постао је најмлађи стрелац Мундијала оборивши тако рекорд Александра Тирнанића из 1930. године. Растерећени притиска четвртфинала, Бразилци су без проблема савладали Француску у полуфиналу са 5:2, а до тог тренутка најбољег стрелца првенства и играча који је постигао највише голова на једном Светском првенству, Француза, Жиста Фонтена засенио је малолетни Пеле са три постигнута гола. До прве титуле првака света Бразил је дошао преко домаћина турнира, репрезентације Шведске 29. јуна 1958. године, головима: Ваве, Пелеа и Загала за коначних 5:2. Ова селекција Бразила сматра се најбољом у историји фудбала.
Након два везана Светска првенства на Европском континенту Мундијал се 1962. вратио у Јужну Америку, односно у Чиле. Одбрану титуле првака, са истим саставом, Бразил је почео победом против Мексика од 2:0. Након тога уследио је реми са Чехословачком, 0:0 и победа од 2:1 над репрезентацијом Шпаније којом је била обезбеђена прва позиција у групи. Без повређеног Пелеа „Селесао” је у четвртфиналу головима Гаринче (два пута) и Ваве елиминисао Енглеску са 3:1. Репрезентацију Чилеа на овом шампионату красила је група и јака одбрана којом су још у групи савладали Италију, али без, скоро, икаквих проблема моћни бразилски напад дошао је до лагане и убедљиве победе од 4:2 и пласмана у ново финале. Још у групи Бразил се упознао са квалитетом Чехословачке репрезентације, која је ово финале 17. јуна 1962. године отворила поготком у 15. минуту Јозефа Масопуста, али то је уједно било све што је Чехословачка урадила у овом финалу. Два минута касније Амариљдо доноси изједначење, а победу и нову титулу првака света оверили су Зито у 68. и Вава у 76. минуту за коначних 3:1.
Са жељом да освоје и трећу узастопну титулу Светског првака, Бразил се упутио у Енглеску на осми шампионат Света. Још на прошлом првенству велики мах узела је група игра која Бразилцима никако није одговарала. Већ након стартне победе против Бугарске од 2:0, баш као и на прошлом шампионату, повредио се Пеле који је, узгред, постигао водећи погодак за Бразил на овом мечу. У новом сусрету са „Лаком коњицом”, односно, репрезентацијом Мађарске уследио је нови пораз 3:1. Без своје прве звезде, Пелеа, Бразил није успео да избори пласман у нокаут фазу. Уследио је још један пораз и то од Португалије, кога је до победе од 3:1 предводио сјајни Еузебио.
За шампионат 1970. године Бразил је направио неколико промена у играчком кадру, пошто су се од репрезентације опростили Вава и Гаринча. Ипак, предвођени сјајним Пелеом, нови играчи као што су Роберто Ривелињо и Жаирзињо сјајно су се уклопили у тим. У доста тешкој групи на премијери је побеђена Чехословачка са 4:1 уз два гола Жаирзиња. Исти играч пресудио је, тада, актуелним Светским првацима, Енглезима, у другом колу (1:0), а у трећем колу групе врло добар отпор пружила је Румунија, али је Бразил головима Пелеа (19 и 67. минут) и Жаирзиња (22. минут) решио и овај меч у своју корист - 3:2. Након групе у којој су се налазиле само европске репрезентације, Бразилци су на путу до финала савладали „своје” јужноамеричке селекције. Прво је у четвртфиналу, рутински, савладан Перу са 4:2, а у полуфиналу побеђен је један од вечитих ривала, Уругвај. Иако су „Уруси” повели у 19. минуту голом Луиса Кубиљаса, Бразил већ до краја полувремена успева да изједначи поготком Клодоалда. У другом полувремену, потпуну надмоћ у голове су материјализовали Роберто Ривелињо и поново Жаирзињо за коначних 3:1. Скоро прекопиран је био и финални сусрет против Италије, одигран 21. јуна 1970. у Мексико ситију. Бразил је повео голом Пелеа, али Роберто Бонинсења доноси изједначење у 37. минуту. До краја меча, Бразил је доминирао у свим сегментима игре и головима Жаирзиња, Жерсона и Алберта Тореса дошао до коначне победе од 4:1 и титуле Светског првака. Овом титулом, Бразил је постао прва репрезентација која је освојила три шампионска наслова и у тим тренуцима постала је најтрофејнија. Након шампионата у Мексику од репрезентације се опростио, после 13 година играња, Пеле.

## Период без трофеја (1970—1980)
Мимо опроштаја Пелеа, након освојене титуле 1970.године од репрезентације се опростило још неколико играча, па је селектор Марио Загало био принуђен да подмлади тим. Недостатак главних креатора игре осетио се на Светском првенству 1974. у Западној Немачкој, где је Бразил бранио титулу првака. И против Југославије и против Шкотске „Селесао” је одиграо нерешено 0:0, док је апсолутни аутсајдер, селекција Заира, побеђена само са 3:0 (Југославија истог противника победила са 9:0). Ипак, Бразил се пласирао у другу групну фазу (ФИФА је на овом првенству, привремено, променила систем такмичења), а у другој групи захваљујући нападачком тандему Жаирзињо - Ривелино, савладана је Источна Немачка са 1:0 и вечити ривал, Аргентина са 2:1. Међутим, на овом првенству Бразил се сусрео и са надолазећом европском фудбалском силом, селекцијом Холандије. Управо је Јохан Кројф, својим голом за 2:0, одвео Холандију у финале турнира. У мечу за треће место, Бразил је поражен од Пољске са 1:0 и тако завршио такмичење на четвртом месту што је оцењено као неуспех. Загало је по окончању турнира поднео оставку.
Између два Мундијала настављена је Копа Америка после осам година паузе. Овога пута првенство није имало фиксног домаћина, но се девет селекција жребало у три групе по три, а првопласиране, уз најбољу другопласирану, обезбеђивале су одлазак у полуфинале. У групи са Венецуелом и Аргентином, Бразил је остварио све четири победе, али је у полуфиналу на свом стадиону у Бело Хоризонтеу на изненађење многих, поражен од Перуа са 3:1, а у реваншу победа од 2:0 није била довољна да се прође у финале. Због боље гол разлике на овом првенству Бразил је освојио бронзану медаљу.
Светско првенство 1978. године одржано је било у комшијској Аргентини. Прву групну фазу Бразил је прошао поприлично тешко. После два стартна ремија са Шведском 1:1 и Шпанијом 0:0, Бразилци су морали у завршном мечу са Аустријом да решавају питање пласмана у другу фазу. Друга групна фаза донела је и један другачији, конкретнији, Бразил који је лако изашао на крај са незгодним Перуом 3:0, Пољском 3:1, а са домаћином, Аргентином, одиграо је нерешено 0:0. Бразил је већ био виђен у финалу, пошто је Аргентини била потребна победа од, макар, четири гола разлике против Перуа да би се нашла на првој позицији групе, а самим тим и у финалу. Бројне контроверзе су обележиле ово првенство, а највећа је, управо, везана за меч Аргентина : Перу у ком су „Гаучоси” славили са 6:0 и тако се пласирали у финале. Нову бронзану медаљу Бразил је освојио после преокрета. Италија је све до 64. минута водила, када је Нилињо донео изједначење, а Дирсеу седам минута касније поставио коначних 2:1.

## Најлошији резултати (1980—1990)
Осамдесете године су биле најтурбулентнији период за репрезентацију Бразила која је, редовно учествовала на сва три велика такмичења (Светско првенство, Копа Америка и Олимпијски фудбалски турнир), али без жељених резултата. Такође, велики је проблем био пронаћи правог селектора који ће остати да ради са репрезентацијом дуже од годину дана, а то је успео сам Теле Сантана (1980 до 1982).
На Светском првенству 1982. године у Шпанији, без икаквих проблема, Бразил је прошао групу победивши Совјетски Савез са 2:1, затим Шкотску са 4:1 и Нови Зеланд са 4:0. Ипак, у новоформираној групи један пораз био је кобан за „Селесао”. Прво је побеђена Аргентина са 3:1, али је, након тога, Италија, предвођена Паолом Росијем славила са 3:2. Због тог једног пораза и, још увек, чудног система такмичења, Бразил је заузео пету позицију.
Године 1983, на првенству Јужне Америке, Селесао је дошао до завршнице. У групи са Еквадором и Аргентином заузета је прва позиција (дуели са Аргентином завршени су 0:0 и 1:0 за Гаучосе), а у полуфиналним окршајима са селекцијом Парагваја победника није било. Први меч завршен је 1:1, а у другом није било голова, па је Бразил због гола у гостима прошао у финале. Задња препрека на путу до нове титуле првака континента био је Уругвај. Уруси су славили у Монтевидеу са 2:0, а у Салвадору није било победника, 1:1, па је Уругвај дошао до дванаесте титуле првака Јужне Америке у фудбалу.
Наредни Мундијал одржао се у Мексику, земљи у којој је Бразил дошао до, у том тренутку, задње титуле првака Света. Мексико је за јако кратко време добио нову организацију Мундијала, а главни разлог био је катастрофални земљотрес који је задесио ову земљу 1985.године, па је ФИФА желела да подигне морал и расположење код становништва. Селесао је био смештен у групу Д заједно са селекцијама: Шпаније, Алжира и Северне Ирске. Са минималних 1:0 савладани су прво Шпанија, а затим и Алжир, док је меч са Северном Ирском решен још убедљивије са 3:0. Свој најбољи меч на овом Мундијалу Бразил је демонстрирао у мечу осмине финала против Пољске која их је, не тако давно, савладала у мечу за треће место. Головима Сократеса, Жосимара, Едиња и Кареке, Пољска је декласирана са 4:0. Без примљеног гола, Бразил је дошао до четвртфинала, а тамо их је чекала Француска. Селесао је повео голом Кареке у 17. минуту, али је у 41. Мишел Платини донео Француској изједначење. До краја сусрета ни једни ни други нису ризиковали. У пенал серији бољи су били репрезентативци Француске, 4:3, а интересантно је да је њихов најбољи играч, Мишел Платини, једини промашио једанаестерац.

### Титула првака Јужне Америке 1989. године
Још од ере Пелеа, Бразил скоро никада није водио најјачи састав на првенство Јужне Америке, а неретко су и прескакали ово такмичење које се пречесто одржавало. Међутим, домаћин Копа Америке 1989. године био је, управо, Бразил, а то је уједно била и сјајна прилика да се пружи шанса одличним нападачима Бебету и Ромарију. Прву групну фазу такмичења Бразил је завршио на другом месту, победама против: Венецуеле 3:1 и Парагваја 2:0 и нерешеним резултати (0:0) против репрезентација Перуа и Колумбије. У финалној групи од по четири репрезентације, Бразил је прво савладао Аргентину са 2:0, головима Бебета и Ромарија, затим у новом окршају био бољи од Парагваја са 3:0 (два гола Бебета и један Ромарија) и у финалном мечу са минималних 1:0 (Ромарио стрелац) савладао Уругвај и дошао до, тек, четврте титуле првака Јужне Америке. Колико Бразилу није било важно ово такмичење најбоље осликава податак да је ова титула дошла после тачно четрдесет година.

### Светско првенство 1990. године
Упркос чињеници да су, коначно, освојили неки трофеј, Бразилци су прерано завршили такмичење на Мундијалу 1990. године у Италији. У групи су, не баш лако, савладани Шведска са 2:1, Костарика и Шкотска са по 1:0. али их је у осмини финала чекао актуелни Светски првак и вечити ривал - Аргентина! У мечу који је обиловао грубом игром, једини гол постигнут је у 80. минуту, а стрелац је био, за Аргентину, Клаудио Каниђа и тако послао Бразил кући пре времена.

## Златно доба! (1990. - 2000)
Почетак деведесетих година 20. века није наговештавао много по питању Бразила. Селекције које су форсирале грубу, дефанзивну игру, са што мање сувишни потеза, дриблинга, доминирале су светом (Немачка освојила Светско првенство 1990. године). Мимо осмине финала Мундијала 1990. године, Аргентина је била кобна по Бразил и на наредна два, велика такмичења. Прво су Гаучоси славили у финалној групи Копа Америке 1991. године са 3:2 и тако преузели титулу од Бразилаца, а на истом такмичењу 1993. године у Еквадору, Аргентина је елиминисала Бразил у четвртфиналу после бољег извођења једанаестераца (6:5).
На Светско првенство 1994. године Бразил је отишао као фаворит из сенке, а селектор Карлос Алберто Переира прилику пружа и младим дефанзивцима: Кафуу и Роберту Карлосу. Такође, на првенство је одвео и седамнаестогодишњег вундеркинда, Луис Назарија де Лима Роналда који је у тек завршеној сезони за Крузеиро на 14 утакмица постигао 12 голова. Бразил је првенство започео у групи Б, победом против Русије од 2:0. У другом колу савладан је Камерун, сензација Мундијала из 1990.године, са 3:0, а у задњем Селесао је ремизирао са Шведском 1:1 и освојио прво место у групи. Поучени лошим искуством са прошлог првенства, Бразилци су врло опрезном игром дошли до минималне победе против домаће селекције САД. У четвртфиналу их је чекала јака Холандија. Бразил је головима Бебета и Ромарија водио до 64. минута са 2:0, али је Холандија за само 12 минута дошла до изједначења. У 81. минуту, Бранко директно из слободног ударца постиже један од најлепших голова на турниру за коначних 3:2. Поново се у полуфиналу сусрели са ривалом из групе, Шведском. У још једном тврдом мечу врло талентованим Швеђанима пресудио је Ромарио у 80. минуту. Финални сусрет против Италије није донео пуно прилика ни на једној страни. Бразил их је имао више, нарочито у продужецима, али је меч завршен без голова након 120 минута игре. Након уводних промашаја у пенал серији уследили су голови и за једне и за друге до пете серије када Роберто Бађо промашује цео гол, а Бразилци почињу прославу своје четврте титуле првака Света!
Годину пре новог Светског првенства Бразил је дошао до две титуле. 1992. ФИФА је оформила ново такмичење под називом Куп конфедерација као увертиру и генералну пробу пред предстојећи Мундијал. Свој дебитантски наступ на овом такмичењу Селесао је окончао титулом. Након, без проблема, заузетог првог места у групи, Бразил је у полуфиналу савладао Европског вицешампиона, Чешку са 2:0, а у самом финалу декласирана је Аустралија са чак 6:0! У финалном сусрету Ромарио и Роналдо су постигли по три гола што се никада више догодило није.
Исте године, 1997, одржана је и 38. Копа Америка у Боливији. Надмоћ је у групи прво демонстрирана над Костариком, 5:0, затим је Мексико, после добро пруженог отпора, побеђен са 3:2, а прво место је обезбеђено победом над Колумбијом од 2:0. Без већих проблема Бразил је у четвртфиналу победу Парагвај са 2:0, а у полуфиналу декласирана је репрезентација Перуа са невероватних 7:0! Коначно, у финалу, Бразил је био домаћи од домаћина, Боливије са 3:1, а тандем искусног Ромарија и младог Роналда функционисао је беспрекорно!
Мундијал 1998. године одржан је у Француској и по први пут је окупио 32 репрезентације, уместо дотадашњих 24. Бразил се као актуелни Светски шампион аутоматски квалификовао за првенство и био је смештен у групу А. На отварању првенства побеђена је, уз доста потешкоћа, Шкотска са 2:1. Прва позиција и пласман у осмини финала оверени су већ у наредном, другом, колу, после убедљиве победе над Мароком од 3:0, док је пораз од Норвешке (1:2) био без резултатског значаја за актуелне прваке. У нокаут фази, осмини финала, убедљиво је поражен Чиле са 4:1, али је већ у четвртфиналу Бразил био пред елиминацијом. Предвођени браћом Лаундруп, Данци су такође са 4:1 елиминисали Нигерију. Упркос раном вођству Данске, Селесао је успео да већ у 25. минуту потпуно преокрене резултат на 2:1, захваљујући головима Бебета и Ривалда. Брајан Лаундруп је у 50. минуту донео ново изједначење, а херој меча постао је Ривалдо након свог другог поготка у 59. минуту за коначних 3:2. У полуфиналу их је чекао врло сличан противник, Холандија. Бразил је до 87. минута водио голом Роналда, али је онда Патрик Клајверт донео изједначење, па је меч отишао у продужетке, а затим и у пенал завршницу. У трећој и четвртој серији једанаестерце нису искористили Филип Коку и Франк де Бур, па је Бразил укупним резултатом 5:3 изборио финале. Непосредно пред почетак финала са домаћом репрезентацијом Француске објављено је да најбољи играч Бразила, Роналдо, има проблем са повредом и да је упитно да ли ће играти у финалу. Роналдо је, ипак, играо, али није био на свом нивоу. Главни херој овог финала постао је Зинедин Зидан, стрелац водећег и другог гола за Француску. Коначан резултат у 90. минуту поставио је Емануел Пети за убедљиву победу Галских петлова од 3:0.
Иако су изгубили титулу Светског првака, Бразилу на Јужноамеричком континенту није било премца ни наредне, 1999. године на Копа Америка турниру. У доста захтевној групи побеђени су Мексико са 1:0, Чиле са 2:1 и декласирана је најслабија репрезентација у овој групи, Венецуела са 7:0. На путу до нове, шесте, титуле првака, Бразил је морао да победи своје вечите ривале. У четвртфиналу Аргентину са 2:1, затим поново Мексико са 2:1 и на крају у финалу Уругвај са 3:0. На овом првенству Бразил је имао импресиван учинак од шест победа из шест мечева и гол разлику 17 датих и само 2 примљена гола. Од тих 17 голова десет је дао нови нападачки тандем: Ривалдо - Роналдо.

### Период без Роналда
Након освојене Копа Америке 1999.године, Бразил се суочио са повредом Роналда, најбољег играча света и саме репрезентације. Пошто је Роналдо обновио своју повреду укрштених лигамената, било је упитно да ли ће се његова каријера уопште наставити. Мимо повреде прве звезде, Бразил је кренуо са подмлађивањем састава. Од репрезентације су се опростили носиоци игре из деведесетих година: Бебето, Тафарел, Карлос Дунга, док се на ветерана Ромарија није рачунало од раније.
Квалификације за Светско првенство 2002. године биле су најтеже у историји Бразилске репрезентације. Током целог квалификационог циклуса Бразил се мучио са јачим противницима. Порази од Парагваја (2:1) и Чилеа (3:0) у једном тренутку одмакли су Бразил од пласмана у Јапан и Јужну Кореју. Проблем је, пре свега, лежао у слабој реализацији па је у тим враћен Ромарио који већ на наредном мечу против Боливије постиже хет трик, а у победи против Венецуеле од 6:0 био је стрелац четири пута! У првим квалификационим мечевима у 2001. години, Бразил се поразима од Уругваја и Еквадора, те нерешеним исходом са Перуом и те како одаљио од Мундијала. Селекторску функцију у најтежем тренутку преузео је Луис Фелипе Сколари. До краја квалификација Бразил је поражен од Боливије са 3:1 и Аргентине 2:1, али је остварио и остале победе и успео да избори учешће на Мундијала.

## Светско првенство у Јапану и Јужној Кореји 2002. године. Пета титула првака Света!
Ретко када се догађало да Бразил на Светски шампионат пође, а да није један од главних фаворита за освајање истог. То је био случај са Мундијалом 2002. године, првим који се одржао на Азијском континенту. Међутим, у поприлично лакој групи шампионата са селекцијама: Турске, Костарике и Кине, Бразил је могао, без проблема, да подиже форму. На премијерном мечу, после преокрета, побеђена је Турска са 2:1 уз погодак опорављеног Роналда чији је наступ био под знаком питања до самог почетка турнира. Ипак, Сколари се одлучио да уврсти Роналда уместо Ромарија који је поново, као и пред првенство 1998.године, изостављен са списка. У наредном колу декласиран је дебитант на првенству, Кина, са 4:0, а прва позиција оверена је голеадом против Костарике са 5:2.
Као првопласирани из групе Бразилци су отишли у осмину финала на Белгију, предвођену Марком Вилмотсом. Головима нападачког тандема, Роналда и Ривалда, Белгија је елиминисана са 2:0. У наредном их је чекала још једна европска репрезентација - Енглеска. Овога пута енглески стил игре није толико одударао од бразилског јер је Сколари, пре свега, играо на резултат. Енглеска је повела голом Мајкла Овена, али је Бразил у финишу првог дела изједначио голом Ривалда. Почетак другог полувремена донео је доста драме. Већ у 50. минуту Роналдињо, тада фудбалер ПСЖ-а, ушао је у историју! Прекршај са око 35 m удаљености, уместо центаршута, Роналдињо претвара у перфектан лоб и гол за 2:1. До краја сусрета Енглеска није успела да закомпликује меч, па је Бразил отишао у полуфинале. Тамо су се, поново, сусрели са репрезентацијом Турске. У мечу без пуно прилика и шанси, једну од ретких у 49.минуту у гол је претворио Роналдо за коначну, минималну, победу од 1:0.
Финале Светског првенства одржано је 30. јуна 2002. године на стадиону у Јокохами, а за противника Бразил је имао Немачку, такође репрезентацију која на шампионату није имала ниједан пораз. Након првог полувремена без голова у другом, после лоше интервенције Оливера Кана, Роналдо доводи Селесао у вођство (67. минут), а исти играч 12 минута касније постиже још један гол, након соло акције, за коначних 2:0. Без пораза са свих седам победа Бразил је по пети пут постао првак Света.
Са осам датих голова, Роналдо је понео Златну копачку намењену најбољем стрелцу првенства, док је Ривалдо остао на броју од пет датих голова. Њих двојица са Роналдињом, на овом првенству, чинили су чувену нападачку комбинацију познатију под називом 3Р (три ер). Мимо Роналдиња, на ово првенство Луис Фелипе Сколари је „лансирао” још једног младог играча који није имао завиднији учинак, а реч је о Рикарду Каки.

## Две везане титуле: Копа Америка 2004. и Куп конфедерација 2005. године
Одмах по окончању Светског првенства и освојене титуле, репрезентацију је напустио Луис Фелипе Сколари (преузео репрезентацију Португалије), а на његово место доведен је Карлос Алберто Переира, човек који је донео Бразилу четврту титулу првака Света 1994. године.
На Копа Америку 2004. године у Перуу, Переира води комбинован састав са играчима који су били носиоци игре у својим клубовима, а одмара неке проверене, искусне играче, после напорне сезоне. На првенство нису ишли: Роберто Карлос, Кафу, Роналдо, Роналдињо, Жунињо Пернамбукано, Ривалдо, Зе Роберто и многи други. У овом саставу убедљиво најстарији био је фудбалер Штутгарта, Марсело Бордон са 28 година.
У групи су побеђени Чиле са 1:0 и Костарика са 4:1, док је у задњем мечу групе Бразил поражен од Парагваја са 2:1. Свој таленат и снагу Бразил је демонстрирао у четвртфиналу победивши Мексико са 4:0. Полуфинални меч са Уругвајем решен је тек након једанаестераца победом Бразила (5:3 после пенала), а у самом финалу побеђен је највећи ривал, Аргентина и уједно главни кандидат за освајање првенства. Аргентина је до 93.минута водила са 2:1, када је резултат изједначио тинејџер, деветнаестогодишњи Адријано, фудбалер Парме. Након једанаестераца Бразил је славио са 4:2 и дошао до седме титуле првака Јужне Америке у фудбалу.
Као актуелни Светски првак и освајач Копа Америке, Бразил се квалификовао за Куп конфедерација који се 2005. године одржао у Немачкој, земљи домаћину наредног Мундијала. У групи је побеђен Европски шампион, Грчка са 3:0, затим је уследио пораз од шампиона Северне Америке, Мексика од 1:0, а ремијем против Јапана (2:2), обезбеђено је друго место. У полуфиналу Селесао се састао са домаћином, Немачком и у врло изједначеном и неизвесном мечу, где је два пута водио, славио са 3:2 (стрелци: два пута Адријано и Роналдињо), а у финалу актуелни прваци Света приказали су најбољу утакмицу! Сав свој квалитет Переирини изабраници показали су у финалу против Аргентине победивши са 4:1. највећег ривала (водили су до 65. минута са 4:0). Ово је била идеална увертира за предстојеће Светско првенство.

## Резултати репрезентације

### Светска првенства
| Светско првенство | Светско првенство | Светско првенство | Светско првенство | Светско првенство | Светско првенство | Светско првенство | Светско првенство | Светско првенство |
| Година            | Коло              | Пласман           | ИГ                | П                 | Н                 | И                 | ГД                | ГП                |
| ----------------- | ----------------- | ----------------- | ----------------- | ----------------- | ----------------- | ----------------- | ----------------- | ----------------- |
| 1930.             | 1. коло           | 6.                | 2                 | 1                 | 0                 | 1                 | 5                 | 2                 |
| 1934.             | 1. коло           | 14.               | 1                 | 0                 | 0                 | 1                 | 1                 | 3                 |
| 1938.             | Полуфинале        | 3.                | 5                 | 3                 | 1                 | 1                 | 14                | 11                |
| 1950.             | Финале            | 2.                | 6                 | 4                 | 1                 | 1                 | 22                | 6                 |
| 1954.             | Четвртфинале      | 5.                | 3                 | 1                 | 1                 | 1                 | 8                 | 5                 |
| 1958.             | Првак             | 1.                | 6                 | 5                 | 1                 | 0                 | 16                | 4                 |
| 1962.             | Првак             | 1.                | 6                 | 5                 | 1                 | 0                 | 14                | 5                 |
| 1966.             | 1. коло           | 11.               | 3                 | 1                 | 0                 | 2                 | 4                 | 6                 |
| 1970.             | Првак             | 1.                | 6                 | 6                 | 0                 | 0                 | 19                | 7                 |
| 1974.             | Полуфинале        | 4.                | 7                 | 3                 | 2                 | 2                 | 6                 | 4                 |
| 1978.             | Полуфинале        | 3.                | 7                 | 4                 | 3                 | 0                 | 10                | 3                 |
| 1982.             | 2. коло           | 5.                | 5                 | 4                 | 0                 | 1                 | 15                | 6                 |
| 1986.             | Четвртфинале      | 5.                | 5                 | 4                 | 1                 | 0                 | 10                | 1                 |
| 1990.             | Осмина финала     | 9.                | 4                 | 3                 | 0                 | 1                 | 4                 | 2                 |
| 1994.             | Првак             | 1.                | 7                 | 5                 | 2                 | 0                 | 11                | 3                 |
| 1998.             | Финале            | 2.                | 7                 | 4                 | 1                 | 2                 | 14                | 10                |
| 2002.             | Првак             | 1.                | 7                 | 7                 | 0                 | 0                 | 18                | 4                 |
| 2006.             | Четвртфинале      | 5.                | 5                 | 4                 | 0                 | 1                 | 10                | 2                 |
| 2010.             | Четвртфинале      | 6.                | 5                 | 3                 | 1                 | 1                 | 9                 | 4                 |
| 2014.             | Четврто место     | 4.                | 7                 | 3                 | 2                 | 2                 | 11                | 14                |
| 2018.             | Четвртфинале      | 6.                | 5                 | 3                 | 1                 | 1                 | 8                 | 3                 |
| 2022.             | Четвртфинале      | 7.                | 5                 | 3                 | 1                 | 1                 | 8                 | 3                 |
| Укупно            | 22/22             | 5 Титула          | 114               | 76                | 19                | 19                | 237               | 108               |

### Куп конфедерација
| Куп конфедерација | Куп конфедерација     | Куп конфедерација | Куп конфедерација | Куп конфедерација | Куп конфедерација | Куп конфедерација | Куп конфедерација |
| Година            | Коло                  | ИГ                | П                 | Н                 | И                 | ГД                | ГП                |
| ----------------- | --------------------- | ----------------- | ----------------- | ----------------- | ----------------- | ----------------- | ----------------- |
| 1992. и 1995.     | Није се квалификовала | -                 | -                 | -                 | -                 | -                 | -                 |
| 1997.             | Првак                 | 5                 | 4                 | 1                 | 0                 | 14                | 2                 |
| 1999.             | Финале                | 5                 | 4                 | 0                 | 1                 | 18                | 5                 |
| 2001.             | 4. место              | 5                 | 1                 | 2                 | 2                 | 3                 | 3                 |
| 2003.             | 1. коло               | 3                 | 1                 | 1                 | 1                 | 3                 | 3                 |
| 2005.             | Првак                 | 5                 | 3                 | 1                 | 1                 | 12                | 6                 |
| 2009.             | Првак                 | 5                 | 5                 | 0                 | 0                 | 14                | 5                 |
| 2013.             | Првак                 | 5                 | 5                 | 0                 | 0                 | 14                | 3                 |
| 2017.             | Није се квалификовала | -                 | -                 | -                 | -                 | -                 | -                 |
| Укупно            | 4 Титуле              | 33                | 23                | 5                 | 5                 | 78                | 27                |

## Састав репрезентације
Подаци ажурирани 8. августа 2019.
| Име                      | Датум рођења | Број наступа | Број голова | Клуб               |         |         |
| Голмани                  | Голмани      | Голмани      | Голмани     | Голмани            | Голмани | Голмани |
| ------------------------ | ------------ | ------------ | ----------- | ------------------ | ------- | ------- |
| Алисон                   | 2. 10. 1992. | 42           | 0           | Ливерпул           |         |         |
| Едерсон Мораеш           | 17. 8. 1993. | 5            | 0           | Манчестер Сити     |         |         |
| Одбрамбени фудбалери     |              |              |             |                    |         |         |
| Тијаго Силва             | 22. 9. 1984. | 85           | 7           | ФК Челзи           |         |         |
| Филипе Луис              | 9. 8. 1985.  | 44           | 2           | Ал Ахли            |         |         |
| Маркињос                 | 14. 5. 1994. | 42           | 1           | Париз Сен Жермен   |         |         |
| Алекс Сандро             | 26. 1. 1991. | 19           | 1           | Јувентус           |         |         |
| Едер Милитао             | 18. 1. 1998. | 5            | 0           | Реал Мадрид        |         |         |
| Фудбалери средине терена |              |              |             |                    |         |         |
| Вилијан                  | 9. 8. 1988.  | 69           | 9           | ФК Фулам           |         |         |
| Филипе Кутињо            | 12. 6. 1992. | 55           | 16          | Ал Духаил          |         |         |
| Касемиро                 | 23. 2. 1992. | 41           | 1           | Манчестер Јунајтед |         |         |
| Артур Мело               | 12. 8. 1996. | 15           | 0           | ФК Фјорентина      |         |         |
| Лукас Пакета             | 27. 8. 1997. | 6            | 1           | Вест Хем           |         |         |
| Нападачи                 |              |              |             |                    |         |         |
| Роберто Фирмино          | 2. 10. 1991. | 38           | 12          | Ал Ахли            |         |         |
| Габријел Жезус           | 3. 4. 1997.  | 35           | 18          | Арсенал            |         |         |
| Ришарлизон               | 10. 5. 1997. | 13           | 6           | Тотенхем           |         |         |
| Винисијус Жуниор         | 22. 3. 2000. | 12           | 3           | Реал Мадрид        |         |         |
| Нејмар                   | 3. 3. 1997.  | 5            | 1           | Ал Хилал           |         |         |

## Статистика играча
| Место | Име             | Време     | Бр. утакмица | Бр. голова |
| ----- | --------------- | --------- | ------------ | ---------- |
| 1.    | Кафу            | 1990—2006 | 142          | 4          |
| 2.    | Роберто Карлос  | 1992—2006 | 125          | 11         |
| 3.    | Дани Алвес      | 2006—     | 115          | 8          |
| 4.    | Лусио           | 2000—2011 | 105          | 4          |
| 5.    | Клаудио Тафарел | 1988—1998 | 101          | 0          |
| 6.    | Робињо          | 2003—2017 | 100          | 28         |
| 7.    | Ђалма Сантос    | 1952—1968 | 98           | 3          |
| 7.    | Роналдо         | 1994—2011 | 98           | 62         |
| 9.    | Роналдињо       | 1999—2013 | 97           | 33         |
| 9.    | Нејмар          | 2010—     | 97           | 60         |

| Место | Име       | Време     | Бр. голова | Бр. утакмица |
| ----- | --------- | --------- | ---------- | ------------ |
| 1.    | Пеле      | 1957—1971 | 77         | 92           |
| 2.    | Роналдо   | 1994—2011 | 62         | 98           |
| 3.    | Нејмар    | 2010—     | 60         | 97           |
| 4.    | Ромарио   | 1987—2005 | 55         | 70           |
| 5.    | Зико      | 1976—1986 | 48         | 71           |
| 6.    | Бебето    | 1985—1998 | 39         | 75           |
| 7.    | Ривалдо   | 1993—2003 | 35         | 74           |
| 8.    | Жаирзињо  | 1964—1982 | 33         | 81           |
| 8.    | Роналдињо | 1999—2013 | 33         | 97           |
| 10.   | Адемир    | 1945—1953 | 32         | 39           |

- Подебљана имена играча означавају да су активни, 8. јул 2019.

## Позиција на Фифиној ранг-листи
Према сајту ФИФА, репрезентација Бразила је била прва на ранг листи, што је њен највиши пласман. Најниже се рангирала у јуну 2013. године, када је била на 22. месту на свету.
У следећој табели су приказане позиције бразилске репрезентације на Фифиној ранг-листи:
| Година | Позиција | Највиша | Најнижа |
| ------ | -------- | ------- | ------- |
| 1993.  | 3        | 1       | 8       |
| 1994.  | 1        | 1       | 3       |
| 1995.  | 1        | 1       | 1       |
| 1996.  | 1        | 1       | 1       |
| 1997.  | 1        | 1       | 1       |
| 1998.  | 1        | 1       | 1       |
| 1999.  | 1        | 1       | 1       |
| 2000.  | 1        | 1       | 1       |
| 2001.  | 3        | 1       | 3       |
| 2002.  | 1        | 1       | 3       |
| 2003.  | 1        | 1       | 1       |
| 2004.  | 1        | 1       | 1       |
| 2005.  | 1        | 1       | 1       |

| Година | Позиција | Највиша | Најнижа |
| ------ | -------- | ------- | ------- |
| 2006.  | 1        | 1       | 1       |
| 2007.  | 2        | 1       | 3       |
| 2008.  | 5        | 2       | 6       |
| 2009.  | 2        | 1       | 5       |
| 2010.  | 4        | 1       | 4       |
| 2011.  | 6        | 3       | 7       |
| 2012.  | 18       | 5       | 18      |
| 2013.  | 10       | 8       | 22      |
| 2014.  | 6        | 3       | 10      |
| 2015.  | 6        | 5       | 8       |
| 2016.  | 2        | 2       | 9       |
| 2017.  | 2        | 1       | 2       |
| 2018.  |          |         |         |